# Künstlerhaus Krefeld

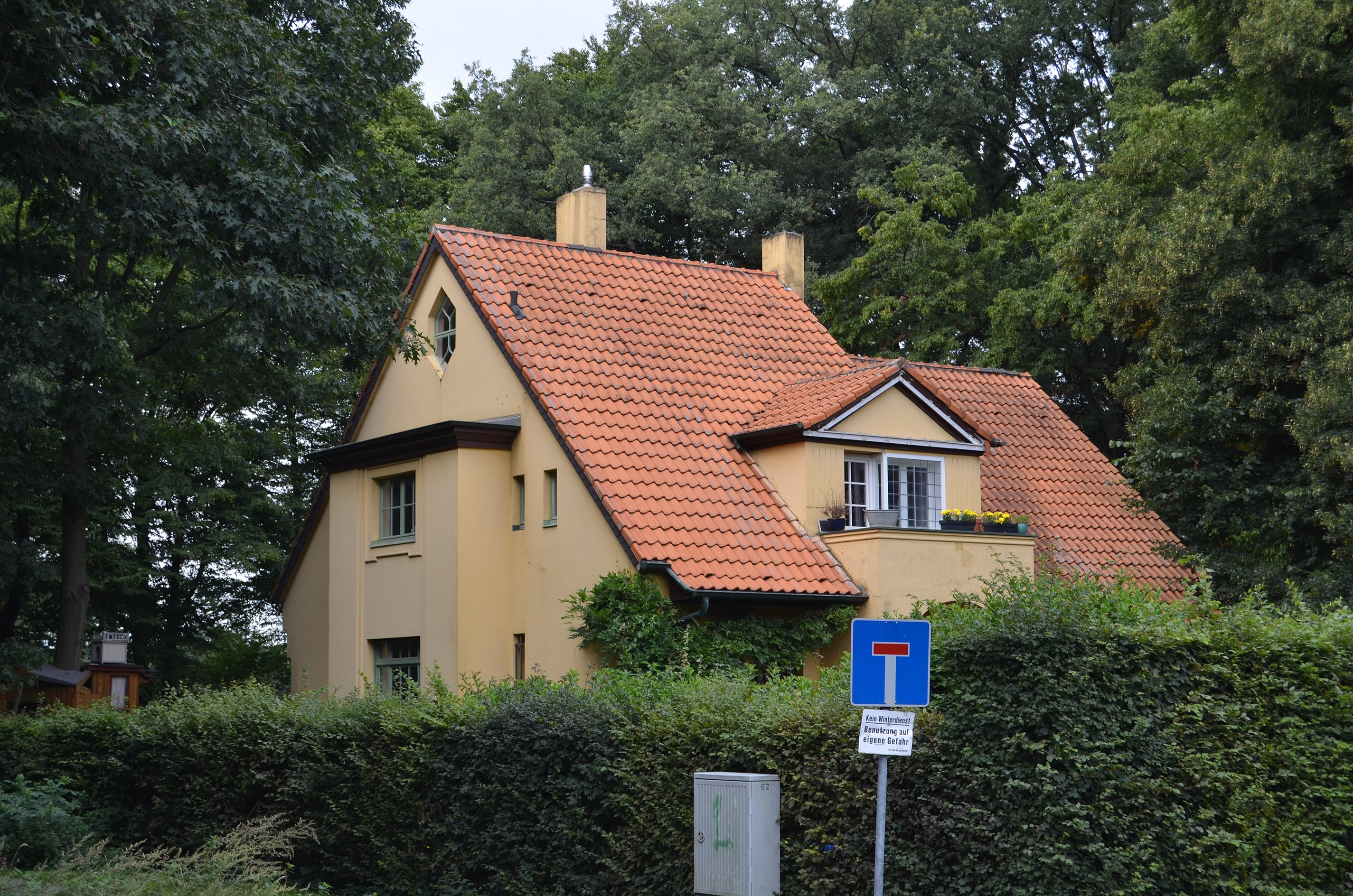
Künstlerhaus (Vorderseite), 2013

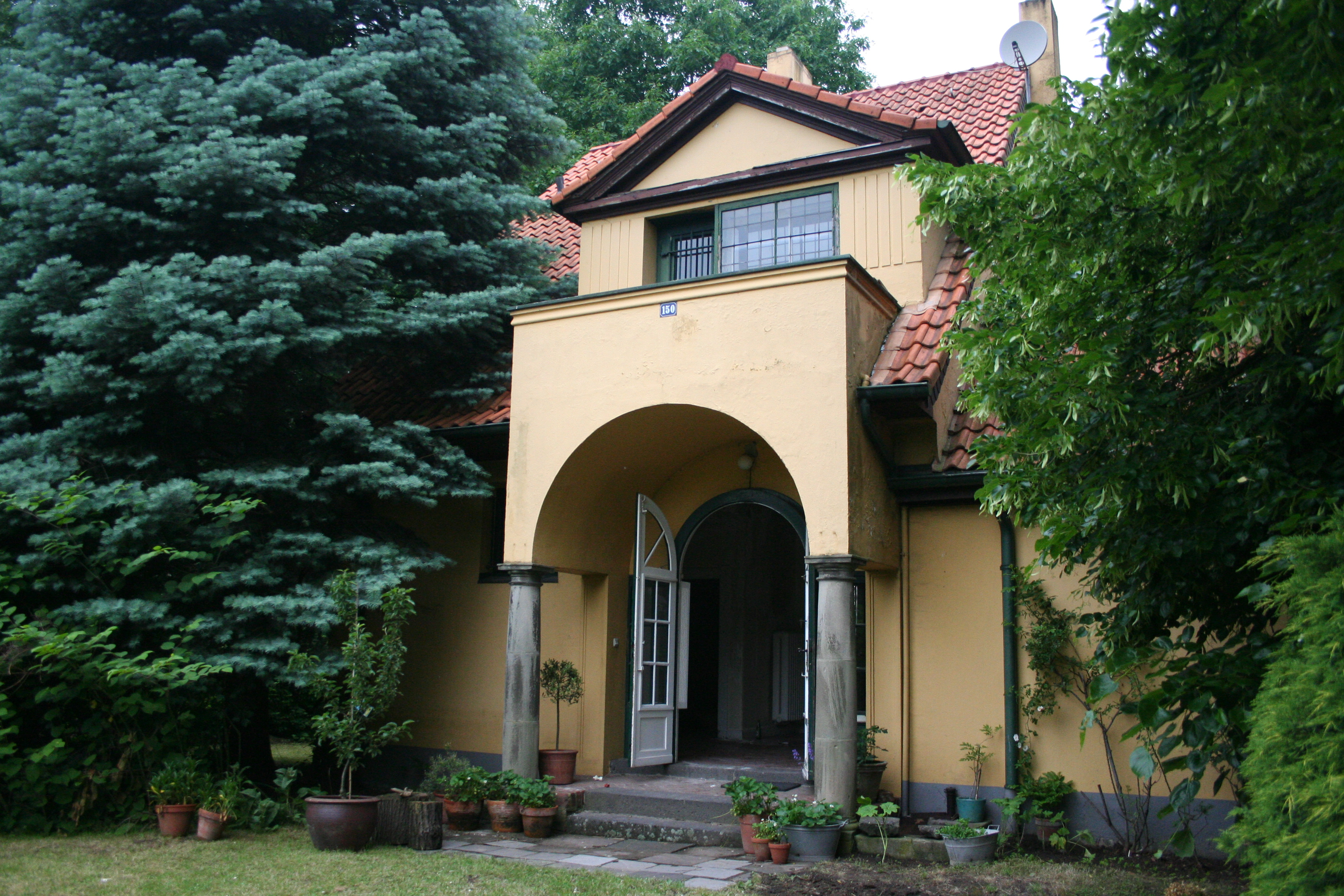
Künstlerhaus (Rückseite), Mai 2008

Das Künstlerhaus Krefeld ist ein in Krefeld nach Plänen des Architekten Joseph Maria Olbrich 1908 errichtetes Atelierhaus. Es wurde finanziert durch eine Schenkung des Kommerzienrates Albert Oetker an die Stadt Krefeld und Stiftung des Grundstückes durch die Jentges’sche Grundbesitz GmbH.

## Das Objekt
Das „Künstlerhaus“ oder auch „Künstlerhaus Hüttenallee“ (nach seiner Adresse Hüttenallee 150) ist das erste einer geplanten, aber nie zu weiterer Ausführung gekommenen Künstlerkolonie am Rande des Krefelder Stadtwalds, die auf Vorschlag des damaligen Chefs des Kaiser-Wilhelm-Museums Friedrich Deneken geplant war.
Das auf einem 1150 m² großen Waldgrundstück frei stehende Einfamilienhaus bietet etwa 100 m² Wohnfläche und weitere rund 59 m² Atelierfläche mit großen Fenstern im Erdgeschoss. Zudem ist im Keller ein großer Töpferofen untergebracht.

## Zweck und Bewohner
Festgelegt wurde, dass die Stiftung „[…] gegen einen angemessenen Mietzins einem hiesigen Künstler vermietet werden muss“. Ein gewerblicher Zweck, besonders eine Nutzung, die „Dampf- oder Motorantrieb“ voraussetzt, wurde durch den Stifter ausgeschlossen.
Erster Bewohner des Hauses war bis 1910 der niederländische Künstler Johan Thorn Prikker. Es folgten der Bildhauer Franz Brahmstaedt und ab 1920 die Künstlerfamilie Peter Bertlings (1885–1982), Keramikprofessor an der Handwerker- und Kunstgewerbeschule Krefeld.

## Heutiger Zustand und momentane Nutzung
Zu großen Teilen ist der Originalzustand und die Ausstattung des Hauses von 1908 erhalten geblieben. Im Zeitraum von November 2007 bis Mai 2008 stand das renovierungsbedürftige Objekt leer. Seit Herbst 2009 wohnt und arbeitet der Künstler Frank Jacob Esser mit seiner Familie im Krefelder Künstlerhaus.